# Parasycobia kaurae
Parasycobia kaurae is een vliesvleugelig insect uit de familie Pteromalidae. De wetenschappelijke naam is voor het eerst geldig gepubliceerd in 1967 door Abdurahiman & Joseph.